# Un prêté pour un rendu
Un prêté pour un rendu er en fransk stumfilm fra 1904 af Georges Méliès.